# Bassin minier de Chirimiri
Le bassin minier de Chirimiri est un bassin minier de charbon situé dans l'état du Chhattisgarh en Inde.